# M
M je štirinajsta črka slovenske abecede.

## Pomeni M
- V mednarodnem sistemu enot,
  - M (mega)  je predpona SI; pomeni 106, v računalništvu pa je 1M= 220 =   1.048.576.
  - m je znak za meter, enoto SI za  dolžino.
  - m (mili) je predpona SI; pomeni 10-3
- M (angleško Model) je vojaška kratica, ki označuje model.
- Kot rimska številka M (mille) pomeni tisoč.
- M je Mednarodna avtomobilska oznaka Malte.
- v biokemiji je M enočrkovna oznaka za aminokislino metionin
- v fiziki oznaka za atomsko maso snovi
- m v fiziki oznaka za maso snovi (enota kg)
- M (James Bond) je izmišljen lik iz serije romanov Iana Fleminga o Jamesu Bondu, od leta 1995 se pojavlja tudi v filmih o Bondu
- M, film avstrijsko-ameriškega režiserja Fritza Langa